# Hôpital rural Saint-Louis
L'Hôpital rural Saint-Louis est un ancien Hôtel-Dieu, du XVIIIe siècle, et protégé des monuments historiques, situé à sur la commune d'Ornans dans le département du Doubs en France.

## Localisation
L'édifice est situé au 5 rue des Vergers dans le centre de la ville d'Ornans.

## Histoire
L'hôtel-Dieu est construit à partir de 1722. La grille d'entrée est forgée entre 1719 et 1724, et l'escalier intérieur date de 1751
Le 21 novembre 1973, les façades et les toitures du bâtiment, l'escalier intérieur, les portails et la chapelle sont classés au titre des monuments historiques.
Aujourd'hui,[Quand ?] l'hôpital a connu un agrandissement moderne permettant, ainsi, d'accueillir plus de patients en son sein.